# روبرت غلين كيتشام
روبرت غلين كيتشام (بالإنجليزية: Robert Glenn Ketchum)‏ هو مصور أمريكي، ولد في 1 ديسمبر 1947.